# Münster-Süd-Ost
Münster-Süd-Ost (auch Südost) ist ein Stadtbezirk der Stadt Münster in Nordrhein-Westfalen (Bundesrepublik Deutschland) mit der Statistischen Nummer 8 und einer Fläche von 36,14 km². Er umfasst die ehemals selbständigen Wohnbereiche (Stadtteile) Angelmodde, Gremmendorf und Wolbeck. Die offizielle Einwohnerzahl betrug zum 31. Dezember 2011 27.516 Einwohner.
Der Verwaltungssitz des Stadtbezirks Süd-Ost befindet sich in Wolbeck.

## Politik
- Linke: 1
- SPD: 3
- Grüne: 5
- FDP: 1
- CDU: 8
- AfD: 1

Die Bezirksvertretung Südost besteht aus 19 Mitgliedern, die alle 5 Jahre bei den Kommunalwahlen in Nordrhein-Westfalen neu gewählt werden. Ihre Aufgabe ist es, an der Gestaltung der Kommunalpolitik im Bereich des Stadtbezirks Südost mitzuwirken. Die Bezirksvertretung wählt aus ihrem Kreis einen Bezirksbürgermeister und Stellvertreter.
Nach der Kommunalwahl 2020 hatte weder ein Bündnis aus Grünen, SPD und Linken (9 Sitze) noch CDU und FDP (9 Sitze) eine Mehrheit für eine Bezirksbürgermeisterschaft. Um die entscheidende Stimme nicht dem AfD-Vertreter zukommen zu lassen, zog die SPD-Kandidatin ihre Kandidatur zurück und SPD, Grüne und FDP stellten gemeinsam CDU-Kandidaten Peter Bensmann auf, der seitdem Bezirksbürgermeister ist. Die Stellvertreterplätze gingen an die Grünen und die SPD. SPD, Grüne und Linke kritisierten später das Abstimmungsverhalten der CDU, der sie vorwarfen eigene Vorhaben mit der Stimme der AfD durchzusetzen.
Bei Stadtratswahlen sind dem Bezirk-West die Kommunalwahlbezirke 20–22 zugeordnet, die 2020 alle an die CDU gingen.